# Ramón Polo
Ramón Polo Pardo (Corcubión, 13 marzo 1901 – 19 giugno 1966) è stato un calciatore spagnolo, di ruolo centrocampista.

## Carriera

### Club
Ha sempre giocato nel campionato spagnolo.

### Nazionale
Con la maglia della Nazionale è sceso in campo due volte tra il 1925 e il 1933.